# N64 (België)
De N64 is een gewestweg in de Belgische provincies Luik, Waals-Brabant en Vlaams-Brabant. De weg verbindt de N90 en de N66 in Hoei met de R27 bij Tienen.
De N64 heeft een lengte van ongeveer 41 kilometer.

## Plaatsen langs de N64
- Hoei
- Statte
- Wanze
- Vinalmont
- Dreye
- Latinne
- Lens-Saint-Remy
- Villers-le-Peuplier
- Hannuit
- Lijsem
- Linsmeel
- Hamme (gehucht bij Hélécine)
- Opheylissem
- Goetsenhoven
- Bost
- Tienen